# Białawy Małe
Białawy Małe is een dorp in de Poolse woiwodschap Neder-Silezië. De plaats maakt deel uit van de gemeente Wińsko.